# Pariška komuna
Pariška komuna (ili Francuska komuna) od 18. ožujka do 28. svibnja 1871., je prvi svjetski poznati primjer radničke socijalističke revolucije.
Iako je formalno ona bila obična "Općina Pariz", ipak je zbog svojih kontroverznih proglasa i dekreta postala jedan od najbitnijh povijesnih događaja za sve radikalne i revolucionarne socijalističke pokrete. Sve najprisutnije revolucionarne struje u Pariškoj komuni - anarhizam, marksizam, blankizam i komunalizam su bile socijalističkog porijekla i iako su one inače u međusobnom konfliktu (zbog kojeg se tad već bila raspala Prva internacionala), u Parizu su svi međusobno surađivali i nije bilo bitnih internih sukoba. Zbog toga i danas razni anarhisti i marksisti slave Parišku komunu kao jedan od najvećih i najbitnijih događaja u njihovoj povijesti.

## Povijesni kontekst
Komunu je omogućio građanski ustanak svih revolucionarnih tendencija u Parizu poslije Francusko-pruskog rata koji je završio francuskim porazom. Rat s Pruskom, kojeg je započeo Napoleon III. (Louis Bonaparte) u srpnju 1870., bio je katastrofalan za Francuze pa je u rujnu sam Pariz bio pod opsadom. Razlika između bogatih i siromašnih u glavnom gradu je porasla zadnjih godina pa su tadašnja nestašica hrane i neprestano prusko bombardiranje bili samo dodatni razlog općeg nezadovoljstva. Radnička klasa se sve više otvarala radikalnim idejama. Postojao je konkretan zahtjev da bi Pariz morao imati svoju samoupravu u vidu nekog izabranog vijeća (gradsko vijeće se na francuskom također zove commune, nešto što je već postojalo u većini francuskih gradova), ali je bilo negirano Parizu jer se vlada bojala stanovništva glavnoga grada kojim se nije moglo vladati. Tom zahtjevu je bila pridružena i jedna manje formulirana želja za jednim pravednijim, ako i ne baš obavezno socijalističkim vođenjem ekonomije koja je bila sažeta u pučkom kriku: "La Sociale!"
U siječnju 1871., kad je opsada trajala već četiri mjeseca, Louis-Adolphe Thiers, koji je uskoro postao izvršni šef, a kasnije predsjednik Treće republike, zatražio je primirje. Jedan od pruskih uvjeta za mir je bila i okupacija Pariza. Usprkos dugotrajnoj i teškoj opsadi, mnogi su Parižani bili snažno uvrijeđeni i posebno bijesni zbog čina koji će Prusima dozvoliti kratku ceremonijalnu okupaciju njihovoga grada.
U tom su trenutku deseci tisuća Parižana bili članovi jedne građanske milicije poznate kao "Nacionalna garda" što se bila mnogo proširila da bi pomogla u obrani grada. Bataljoni iz najsiromašnijih kvartova su izabrali svoje časnike i posjedovali su mnoge od topova što su bili postavljeni u Parizu i plaćeni javnim supskripcijama. Grad i njegova Nacionalna garda su se odupirali pruskim trupama šest mjeseci. Stanovništvo Pariza je bilo prezirno prema okupaciji - zato su ograničili prusko prisustvo na jedno malo područje grada i nadzirali su te granice.
Počeo se formirati "Centralni komitet" Garde, a Louis-Adolphe Thiers, predsjednik nove, treće francuske republike, postao je svjestan da bi taj organ u trenutno nestabilnoj situaciji mogao postati alternativni centar političke moći. Također, bojao se i toga da bi se radnici mogli naoružati oružjem Nacionalne garde i izazvati Pruse.
Tu su se sad događali razni zbrkani događaji i povijesne knjige o tom kratkom razdoblju do osnivanja Komune nisu baš jasne, ali ono što je jasno je to da je Nacionalna garda, prije nego što su Prusi ušli u Pariz, uz pomoć običnih građana sklonila sve topove (koje su smatrali svojim vlasništvom) daleko od Prusa i čuvala ih je na sigurnom. Jedno od glavnih "topovskih parkirališta" je bilo na vrhu Montmartrea.

## Uspon i priroda komune
Prusi su na kratko ušli u Pariz i izašli bez incidenata. Ali, grad je i dalje bio opkoljen dok se povlačilo pitanje ratnih odšteta.
Dok je Centralni komitet Nacionalne garde zauzimao sve radikalnije stajalište i osvajao sve više autoriteta, vlada nije mogla dozvoliti da isti ima na neodređeno vrijeme na raspolaganju četiristo topova. Zbog toga je Thiers, kao prvi korak, 18. ožujka naredio redovnim trupama da uzmu topove pohranjene na Buttes Montmartreu. No, umjesto da izvrše naredbu vojnici su prijateljevali s Nacionalnom gardom i stanovnicima. Kad im je njihov general Claude Martin Lecomte dao naredbu da pucaju na nenaoružanu gomilu, oni su ga srušili s konja, te strijeljali zajedno s generalom Thomasom - omraženim bivšim komandantom Garde kojeg je ulovila gomila u vanjskim bulevarima.
Još se vojnih jedinica pridružilo pobuni koja se toliko brzo širila da je predsjednik Thiers naredio brzu evakuaciju Pariza od strane svih još poslušnih oružanih snaga, policije i upravitelja i specijalista svih vrsta. I on sam je pobjegao, njima na čelu, prema Versaillesu. Centralni komitet Nacionalne garde je sad ostao jedina efektivna vlada u Parizu; zato je odmah abdicirirao svoj autoritet i pripremio izbore za komunalni Savjet, koji su se održali 26. ožujka.
Komunalni savjet od 92 člana je bio sastavljen od kvalificiranih radnika, raznih stručnjaka (kao što su liječnici i novinari) i velikog broja političkih aktivista raznih struja - od republikanskih reformista, preko raznih vrsta socijalista pa skroz do jakobinaca koji su se nostalgično prisjećali revolucije iz 1789. Karizmatični socijalist Louis Auguste Blanqui je bio izabran za predsjednika Savjeta, ali to se dogodilo u njegovoj odsutnosti. On je, naime, bio uhićen 17. ožujka i zatočen u tajnom zatvoru tijekom cijelog razdoblja postojanja Komune. Pariška komuna je proglašena 28. ožujka, iako su mnogi kvartovi i susjedstva zadržali organizacije utemeljene još za vrijeme opsade.
Unatoč internim razlikama, Savjet je uspješno započeo održavavanje javnih službi neophodnih za grad s dva milijuna stanovnika; bio je čak u stanju postići konsenzus kod raznih političkih odluka koje su po svom sadržaju naginjale ka jednoj naprednoj socijaldemokraciji, više nego ka socijalnoj revoluciji. Manjak vremena (Komuna je bila u prilici da se sastaje svega manje od 60 dana) je razlog zbog kojeg je samo mali broj odluka bio efektivno sproveden. One uključuju: oprost najamnina iz cijelog razdoblja opsade (za vrijeme koje su ih mnogi vlasnici poprilično podigli); ukidanje noćnog rada u stotinama pariških pekara; ukidanje giljotine; uvođenje novčane naknade nevjenčanim družicama pripadnika Nacionalne garde ubijenih u službi, kao i njihovoj djeci; povrat, od strane državnih ureda za posudbe, svih sredstava za rad koje su radnici založili za vrijeme opsade; bili su odgođeni rokovi isteka mjenica i ukinuta je kamata na dug; dano je pravo radnicima da preuzmu i vode poduzeće ako ga je vlasnik napustio.
Savjet je ukinuo novačenje za vojsku, a umjesto nje je uveo Nacionalnu gardu sastavljenu od svih građana koji su mogli i bili voljni nositi oružje. Među zakonodavnim projektima, razdvajanje crkve i države je omogućilo nacionalizaciju crkvenih dobara i isključivanje religije iz škola. Međutim, crkvama nije bilo zabranjeno baviti se religioznim aktivnostima, ali su istovremeno služile i za večernja javna politička okupljanja. Crkve su bile glavna poprišta političkog sudjelovanja u Komuni. Jedan drugi zakonodavni projekt se ticao reforme obrazovanja, on je trebao visoko obrazovanje i tehničku poduku učiniti svakome dostupnima.
Komuna je vratila u opticaj francuski republikanski kalendar i za vrijeme svog kratkog postojanja je koristila crvenu zastavu umjesto trobojnice.
Opseg rada je bio olakšan raznim faktorima, iako su članovi Savjeta (koji nisu bili "predstavnici", nego delegati podložni neposrednom opozivu u bilo kojem trenutku od strane njihovih birača) morali voditi i mnoge izvršne funkcije, a ne samo zakonodavne. Mnoge ad hoc organizacije osnovane u gradskim četvrtima za vrijeme opsade sa svrhom da zadovolje potrebe stanovništva (menze, hitne pomoći...) su nastavile cvjetati i surađivale su s Komunom.
Istovremeno, lokalne skupštine nisu napustile svoje ciljeve, a u njima su uglavnom djelovali lokalni radnici. Unatoč formalnom reformizmu Savjeta, sastav Komune je u svojoj suštini bio revolucionaran. Među prisutnim revolucionarnim strujama tu su bili anarhisti i socijalisti, blankisti i slobodarski republikanci. Pariška komuna je neprestano slavljena među anarhistima i marksistima sve do današnjih dana, dobrim dijelom baš zbog te različitosti orijentacija, zbog visokog stupnja radničkog samoupravljanja i zbog uspješne suradnje među raznim revolucionarnim grupama.
U III. arrondissementu, na primjer, se besplatno dijelio školski pribor, tri su škole laicizirane i otvoreno je sirotište. U XX. arrondissementu su učenici besplatno dobivali odjeću i hranu. Bilo je još mnogo sličnih primjera, ali jedan od ključnih elemenata relativnog uspjeha Komune je bila inicijativa koju su u javnom sektoru pokazali obični radnici. Oni su uspješno na sebe preuzeli zadatke administratora i specijalista koje je Thiers odveo sa sobom.
Friedrich Engels je kasnije tvrdio da su nepostojanje vojske, samouprava gradskih četvrti i druge osobitosti značile da Komuna nije više bila "država" u starom i represivnom smislu riječi: ona je bila jedan tranzicijski oblik koji je težio ka ukidanju države kao takve. Međutim, njezin budući razvoj je ipak ostao samo teorijsko pitanje. Nakon samo tjedan dana, postala je metom napada elemenata nove francuske vojske na vrat na nos sastavljene u Versaillesu.